# Nicolae Sălăgeanu
Nicolae Sălăgeanu (n. 12 decembrie 1907, Idicel, Mureș – d. 25 decembrie 1988, București) a fost un botanist român, membru titular (1963) al Academiei Române.

## Distincții
- Medalia „A cincea aniversare a Republicii Populare Române” (24 decembrie 1952) „pentru lupta și munca duse în vederea făuririi, consolidării și prosperării Republicii Populare Române”[1]
- Ordinul Muncii clasa a II-a (14 septembrie 1953)[2]
- Ordinul 23 August clasa a III-a (10 august 1964) „pentru merite deosebite în opera de construire a socialismului, cu prilejul celei de a XX-a aniversări a eliberării patriei”[3]